# Land der Berge (Dokumentarreihe)
Land der Berge ist eine erstmals im Mai 1982 ausgestrahlte Dokumentarreihe des ORF.

## Geschichte und Inhalt
1982 begründeten Lutz Maurer, Bernd Seidel und Manfred Gabrielli die ORF-Dokumentarreihe Land der Berge. Ursprünglich standen Berge und Alpinisten im Mittelpunkt, später auch Regionen und die dort ansässige Bevölkerung. Präsentator der ersten Sendung am 29. Mai 1982 im Nachmittagsprogramm von FS2 war Burgschauspieler Romuald Pekny, der für den eigentlich vorgesehen Klaus Maria Brandauer einsprang. Brandauer führte später als Gast-Präsentator durch mehrere Sendungen. Zu seinem 70. Geburtstag 2013 war ihm ein Special gewidmet.
Die 2001 ausgestrahlte Folge „Zauberberg“ Semmering mit Teddy Podgorski als Präsentator, war die letzte von Sendungschef Lutz Maurer gestaltete. Die Reihe lief jahrelang im zweiten ORF-Kanal, später im mittlerweile eingestellten TW1 und heute im Spartenkanal ORF III (Stand 2013). Die Titelmusik ist Chariots of Fire von Vangelis. Am 7. November 2015 wurde die 250. Sendung ausgestrahlt.
Seit 2022 ist mitunter auch Alexander J. Rüdiger der ehemalige ORF-Money Maker als TV-Weitwanderer für die ORF-III-Produktion Land der Berge als Präsentator in Österreich auf Tour.